# Pemba (Mozambik)
Pemba je grad i luka u Mozambiku. Glavni je grad najsjevernije mozambičke pokrajine Cabo Delgado. Nalazi se na poluotoku koji zatvara zaljev Pemba (Baia de Pemba). Za vrijeme kolonijalne vladavine (do 1975.) zvala se Porto Amélia, prema portugalskoj kraljici Ameliji Orleanskoj. Grad su 1904. osnovali djelatnici Companhia do Niassa, portugalske kraljevske tvrtke kojoj je namjena bila eksploatacija resursa Portugalske Istočne Afrike. Iz toga je razdoblja ostao veliki broj zgrada, primjera tipične portugalske kolonijalne arhitekture.
Većinu stanovništva čine pripadnici etničkih skupina Makonde i Makua. Stanovništvo živi od luke, trgovine i, u posljednje vrijeme, turizma.
Pemba je 2007. imala 138.716 stanovnika.